# Stanisław Lachowicz
Stanisław Lachowicz (ur. 1920 w Tarnowie, zm. 13 września 1984 w Krakowie) – aktor, śpiewak operowy, reżyser, uczeń i biograf śpiewaka profesora Włodzimierza Kaczmara. Był synem Wiktorii i Zygmunta Lachowiczów, miał troje młodszego rodzeństwa.
Od lat 50. do końca życia solista i reżyser Krakowskiego Teatru Muzycznego.
- W roku 1955 wystąpił w operze Straszny Dwór w roli Skołuby.
- W roku 1962 wystąpił w roli Nilakanta (Bramin) w operze Lakme (autor Delibes Leo)
- W roku 1966 wystąpił w roli Hrabiego Tomskiego w operze „Dama Pikowa” Piotra Czajkowskiego
- W roku 1967 wystąpił w roli Mefisto w operze „Faust” Charles’a  Gounoda.
- W roku 1968 wystąpił z arią Jontka „Szumią jodły na gór szczycie” z opery „Halka” na uroczystościach 100-lecia Gimnazjum i Liceum w Jaśle.
- W latach 1972–73 wystąpił w roli Roberta w operze „Henryk VI na łowach” Wojciecha Bogusławskiego.
- W roku 1964 otrzymał Złoty Krzyż Zasługi.
- W latach 1972 i 1976 reżyserował operę „Don Carlos” Giuseppe Verdiego.